# Pays d'Orthe
Ne doit pas être confondu avec Pays d'Othe ou Orthe.

Carte topographique du Pays d'Orthe

Le Pays d'Orthe est un « pays » du département français des Landes. Il correspond au canton de Peyrehorade. 

## Histoire
Le Pays d'Orthe constituait sous l'Ancien Régime une vicomté de Gascogne formée de onze paroisses : Orthevielle, Igaas (Peyrehorade), Lanne (Port-de-Lanne), Saint-Étienne-d'Orthe, Bélus, Orist, Saint-Lon, Pey, Siest, Cagnotte et Cazorditte (commune de Cagnotte).
On peut y inclure Cauneille et Oeyregave, anciennes baronnies depuis toujours possédées par les vicomtes d'Orthe.

### Patrimoine architectural

#### Patrimoine religieux
De nombreux édifices religieux ont servi d'étapes aux pèlerins de Saint-Jacques-de-Compostelle, avant ou après la traversée des Pyrénées. 
- L'abbaye Saint-Jean de Sorde a été fondée au XVIIe siècle. Elle est inscrite au patrimoine mondial de l'UNESCO.

- L'abbaye d'Arthous, dont les bâtiments conventuels datent des XVIIe et XVIIIe siècles, accueille le centre départemental du Patrimoine.

- L'église de Cagnotte, vestige de l'ancienne abbaye Notre-Dame de Corheta, construite au XIe siècle, abrite la sépulture des vicomtes d'Orthe.
- L'église Saint-Pierre d'Orthevielle.

#### Patrimoine civil
- Le château d'Aspremont, à Peyrehorade, est construit à partir d'un donjon du XIe siècle coiffant une motte de terre. Au XIIe siècle, un second donjon est construit et le château devient la résidence des vicomtes d'Orthe aux XVe et XVIe siècles[1].
- Le monument le plus visible de Peyrehorade est le château de Montréal. Aux quatre coins de cet édifice du XVIe siècle se trouvent de robustes tours rondes. Ancienne résidence des vicomtes d'Orthe, il est successivement un hôpital militaire, un couvent et un collège technique. C'est aujourd'hui l'hôtel de ville.
- La caverie de Montgaillard, à Orthevielle, est citée au XIVe siècle[2].
- Vestiges archéologiques : villas gallo-romaines de Sorde (abbaye Saint-Jean de Sorde et Barat de Vin) et Peyrehorade (Saint-Martin de Pardies), vestiges préhistoriques de Sorde (Grotte Duruthy).